# Ougenweide
Gli Ougenweide sono una progressive folk band tedesca, precisamente di Amburgo, attiva dal 1970 al 1985.

## Discografia

### Album in studio
- Ougenweide, 1973
- All die weil ich mag, 1974
- Ohrenschmaus, 1976
- Eulenspiegel, 1976
- Frÿheit, 1978
- Ousflug, 1979
- Ja-Markt, 1980
- Noch aber ist April, 1981
- Sol, 1996

### Album dal vivo
- Ungezwungen, 1977, 2007
- Wol mich der Stunde, 2004
- Ouwe war, 2005

### Compilation
- Liederbuch Ougenweide, 1979, 1988
- Lieder aus 9 Jahrhunderten, 1983
- Ougenweide / All die weil ich mag, 2006
- Ohrenschmaus / Eulenspiegel, 2006
- Walther von der Vogelweide - Saget mir ieman: waz ist Minne?, 2007
- Frÿheit / Ousflug, 2007
- Ja-Markt / Noch aber ist April, 2007